# Bäckinger Klause

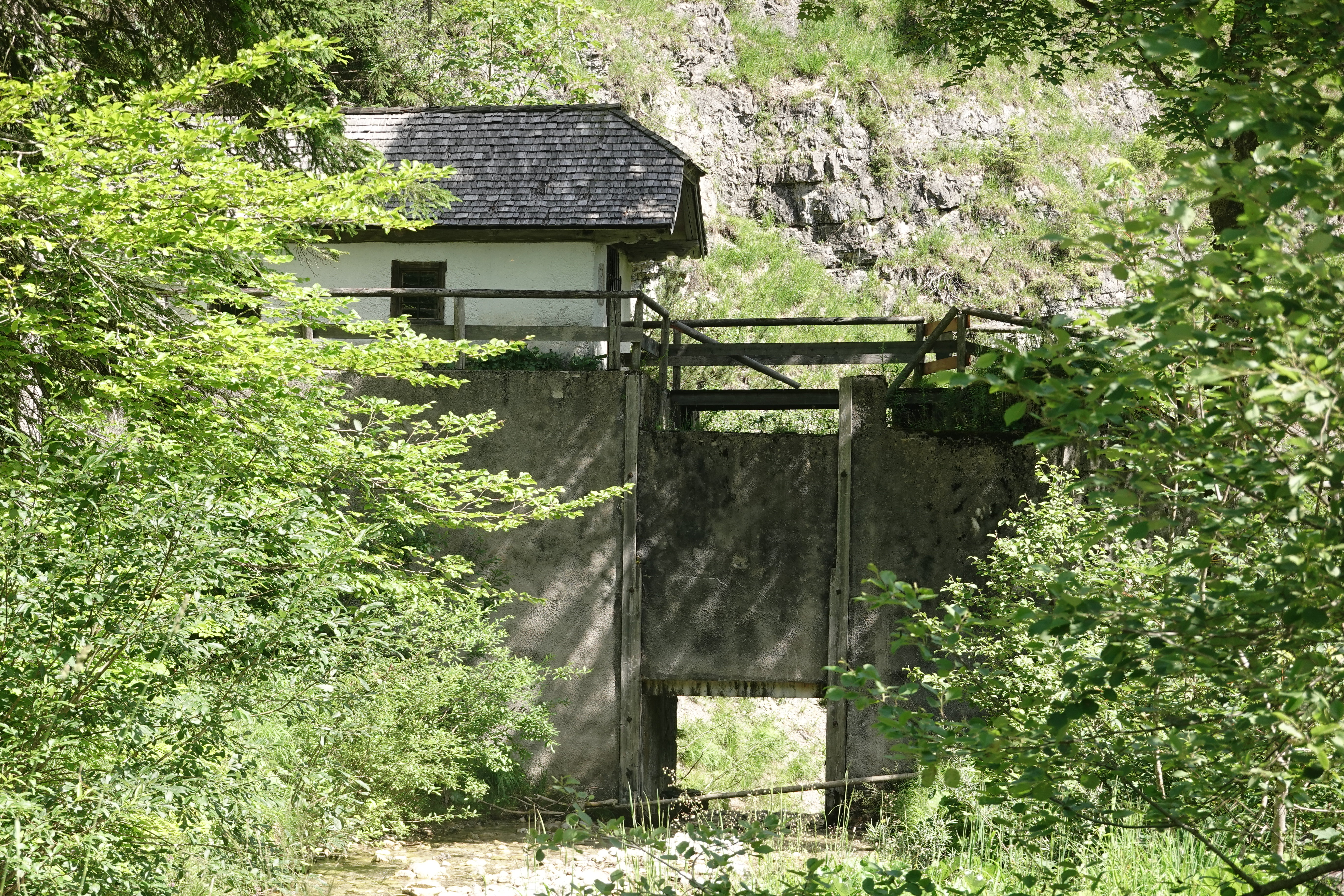
Bäckinger Klause im Juni 2022

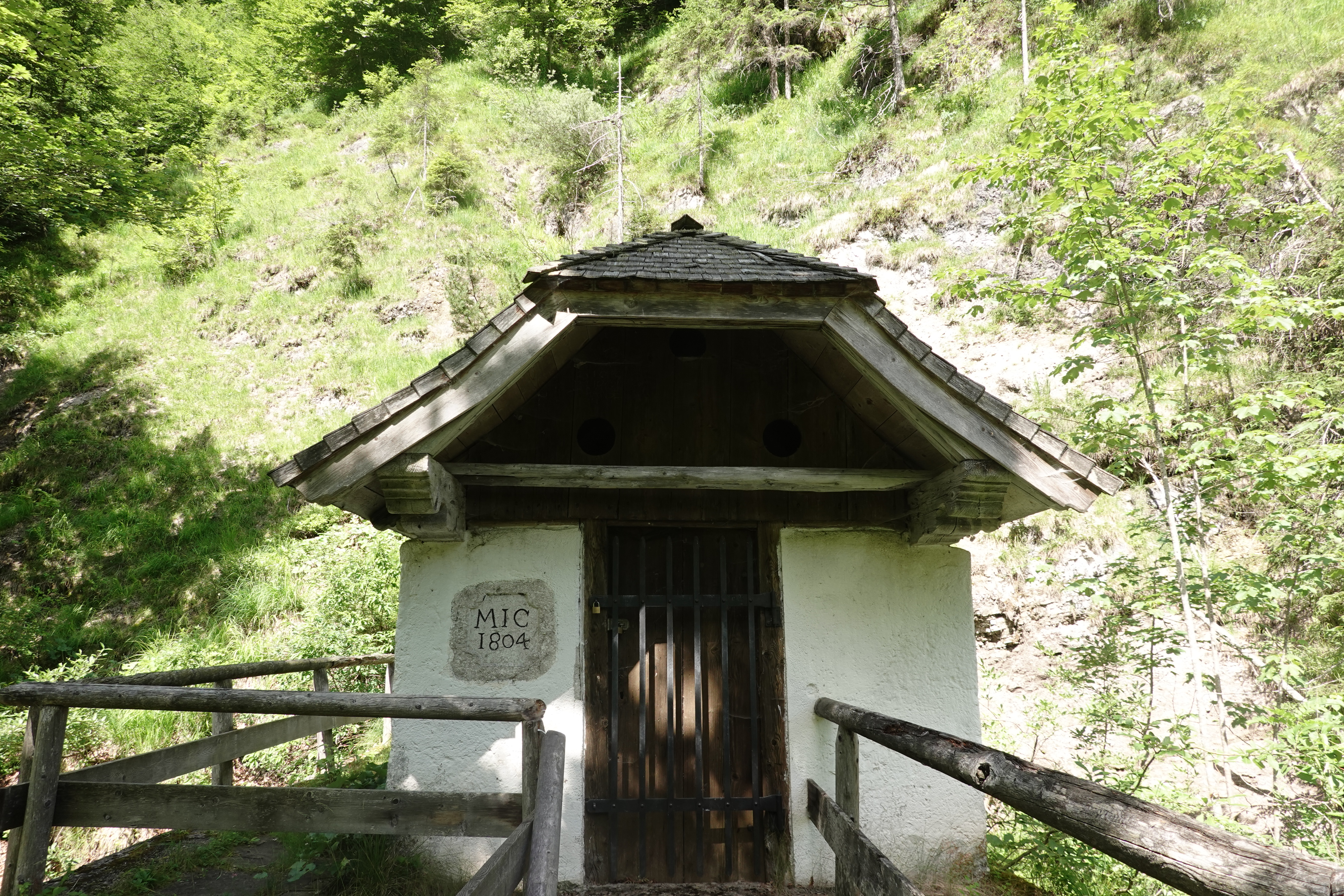
Triftwärterhaus

Die Bäckinger Klause ist eine Klause an der Vorderen Schwarzachen in der Gemarkung Weißbacher Forst der Gemeinde Schneizlreuth.
Die Klause steht unter Denkmalschutz und ist unter der Nummer D-1-72-131-52 in die Bayerische Denkmalliste eingetragen.

## Baubeschreibung
Das Triftwehr der Bäckinger Klause besteht aus einer verputzten Kalksteinmauer. Der südliche Teil ist nach Sprengung nicht mehr vorhanden.
Das Triftwärterhaus ist ein erdgeschossiger Massivbau mit vorstehendem schindelgedecktem Schopfwalmdach und ist mit dem Jahr 1804 bezeichnet.

## Geschichte
Die Wälder in der näheren und weiteren Umgebung um Bad Reichenhall lieferten bereits seit dem Mittelalter Holz, um den immensen Brennstoffbedarf beim Sieden der Sole zur Herstellung von Salz sicherzustellen. Um das Holz über die Saalach nach Reichenhall transportieren zu können, wurde mit Klausen das Wasser aufgestaut, um so das Holz aus den reichen Bergwäldern ins Tal und zur Saalach verbringen zu können. Im Zuge der Erneuerung der bayerischen Salinen durch Johann Sebastian von Clais gegen Ende des 18. Jahrhunderts wurde vermutlich auch die Bäckinger Klause neu errichtet, um veraltete Vorgängerbauten zu ersetzen.
In den Jahren 1811/12 lieferte die Bäckinger Klause 250 Klafter Holz an die Saline in Reichenhall.
Der südliche Teil der Wehrmauer wurde zwischen 1927 und 1930 gesprengt.

## Lage
Die Bäckinger Klause befindet sich westlich von Weißbach an der Alpenstraße an der Schwarzache unweit von Harbachalm und Bichleralm auf einer Höhe von 760 m ü. NHN. Man erreicht die Klause über einen Fußweg von der Reiterbrücke über den Waldbahnweg entlang der Schwarzache. Am Oberlauf der Schwarzache befindet sich eine weitere Klause, die Hientalklause.